# Super Bowl IX
El Super Bowl IX fue el nombre que se le dio al partido de fútbol americano que definió al campeón de la Temporada 1974 de la NFL. El partido se disputó el 12 de enero de 1975 en el estadio Tulane Stadium de la ciudad de New Orleans, Louisiana. En él se enfrentaron los Pittsburgh Steelers (equipo campeón de la AFC) contra los Minnesota Vikings (equipo campeón de la NFC). La victoria fue para el equipo de Pittsburgh Steelers, que se impuso por 16-6 y consiguió el primer título para la franquicia en un Super Bowl.

## Resumen del partido
El partido fue muy cerrado en los primeros 2 cuartos, ya que el marcador solo se movió en el segundo cuarto cuando la defensiva de los Pittsburgh Steelers capturó en la zona de anotación al mariscal de campo Fran Tarkenton, de los Minnesota Vikings. Así terminó la primera mitad 2-0 para los Steelers, siendo este resultado el más bajo de la historia en un Super Bowl al finalizar los primeros 30 minutos de juego.
En el tercer cuarto, los Pittsburgh Steelers aumentaron la ventaja cuando Harris anotó un touchdown de 9 yardas.
En el último cuarto, los Minnesota Vikings anotaron cuando les bloquearon una patada de despeje y la recuperaron en la zona de anotación de Pittsburgh. Sin embargo, un pase de anotación de Terry Bradshaw para Larry Brown liquidó el partido y le dio el primer título de Super Bowl a los Pittsburgh Steelers.